# Silicon Valley Classic
El Torneig de San José, conegut oficialment com a Mubadala Silicon Valley Classic, és un torneig de tennis professional que es disputa anualment sobre pista dura al campus de la San Jose State University de San José, California (Estats Units). Pertany als Premier Tournaments del circuit WTA femení. Actualment es disputa al mes de juliol i és el torneig femení que obre les sèries US Open Series, els torneigs que es disputen als Estats Units com a preparació pel US Open, celebrat a finals d'estiu.
És el torneig de tennis únicament femení més antic del món. En les primeres 46 edicions es va celebrar en el Taube Tennis Center, situat al campus de la Universitat Stanford, California (Estats Units). Durant aquesta època va tenir els noms de Virginia Slim of San Francisco, Virginia Slim of California, però sobretot Bank of the West Classic. L'any 2018 es va traslladar a la seu actual de San José amb el nom de Silicon Valley Classic.
La tennista Martina Navrátilová té el rècord amb cinc títols individuals, mentre que en dobles, la tennista local Lindsay Davenport ha guanyat sis títols amb sis parelles diferents, quatre d'ells consecutius i el darrer després d'estar dos anys retirada del tennis professional.

## Palmarès

### Individual femení
| Localització  | Any          | Campiona                                          | Finalista                                         | Resultat                                          |
| San José      |              |                                                   |                                                   |                                                   |
| ------------- | ------------ | ------------------------------------------------- | ------------------------------------------------- | ------------------------------------------------- |
| San José      | WTA 500      |                                                   |                                                   |                                                   |
| San José      | 2022         | Dària Kassàtkina                                  | Shelby Rogers                                     | 6−7(2), 6−1, 6−2                                  |
| San José      | 2021         | Danielle Collins                                  | Dària Kassàtkina                                  | 6−3, 6−7(10), 6−1                                 |
| San José      | WTA Premier  |                                                   |                                                   |                                                   |
| San José      | 2020         | Torneig suspès a causa de la pandèmia de COVID-19 | Torneig suspès a causa de la pandèmia de COVID-19 | Torneig suspès a causa de la pandèmia de COVID-19 |
| San José      | 2019         | Zheng Saisai                                      | Arina Sabalenka                                   | 6−3, 7−6(3)                                       |
| San José      | 2018         | Mihaela Buzărnescu                                | Maria Sakkari                                     | 6−1, 6−0                                          |
| Stanford      | 2017         | Madison Keys                                      | CoCo Vandeweghe                                   | 7−6(4), 6−4                                       |
| Stanford      | 2016         | Johanna Konta                                     | Venus Williams                                    | 7−5, 5−7, 6−2                                     |
| Stanford      | 2015         | Angelique Kerber                                  | Karolína Plísková                                 | 6−3, 5−7, 6−4                                     |
| Stanford      | 2014         | Serena Williams (3)                               | Angelique Kerber                                  | 7−6(1), 6−3                                       |
| Stanford      | 2013         | Dominika Cibulková                                | Agnieszka Radwańska                               | 3−6, 6−4, 6−4                                     |
| Stanford      | 2012         | Serena Williams                                   | CoCo Vandeweghe                                   | 7−5, 6−3                                          |
| Stanford      | 2011         | Serena Williams                                   | Marion Bartoli                                    | 7−5, 6−1                                          |
| Stanford      | 2010         | Viktória Azàrenka                                 | Maria Xaràpova                                    | 6−4, 6−1                                          |
| Stanford      | 2009         | Marion Bartoli                                    | Venus Williams                                    | 6−2, 5−7, 6−4                                     |
| Stanford      | WTA Tier II  |                                                   |                                                   |                                                   |
| Stanford      | 2008         | Aleksandra Wozniak                                | Marion Bartoli                                    | 7−5, 6−3                                          |
| Stanford      | 2007         | Anna Txakvetadze                                  | Sania Mirza                                       | 6−3, 6−2                                          |
| Stanford      | 2006         | Kim Clijsters (4)                                 | Patty Schnyder                                    | 6−4, 6−2                                          |
| Stanford      | 2005         | Kim Clijsters                                     | Venus Williams                                    | 7−5, 6−2                                          |
| Stanford      | 2004         | Lindsay Davenport (3)                             | Venus Williams                                    | 7−6(4), 5−7, 7−6(4)                               |
| Stanford      | 2003         | Kim Clijsters                                     | Jennifer Capriati                                 | 4−6, 6−4, 6−2                                     |
| Stanford      | 2002         | Venus Williams (2)                                | Kim Clijsters                                     | 6−3, 6−3                                          |
| Stanford      | 2001         | Kim Clijsters                                     | Lindsay Davenport                                 | 6−4, 6−7(5), 6−1                                  |
| Stanford      | 2000         | Venus Williams                                    | Lindsay Davenport                                 | 6−1, 6−4                                          |
| Stanford      | 1999         | Lindsay Davenport                                 | Venus Williams                                    | 7−6(1), 6−2                                       |
| Stanford      | 1998         | Lindsay Davenport                                 | Venus Williams                                    | 6−4, 5−7, 6−4                                     |
| Stanford      | 1997         | Martina Hingis (2)                                | Conchita Martínez                                 | 6−0, 6−2                                          |
| Oakland       | 1996         | Martina Hingis                                    | Monica Seles                                      | 6−2, 6−0                                          |
| Oakland       | 1995         | Magdalena Maleeva                                 | Ai Sugiyama                                       | 6−3, 6−4                                          |
| Oakland       | 1994         | Arantxa Sánchez Vicario                           | Martina Navrátilová                               | 1−6, 7−6(5), 7−6(5)                               |
| Oakland       | 1993         | Martina Navrátilová (5)                           | Zina Garrison                                     | 6−2, 7−6(1)                                       |
| Oakland       | 1992         | Monica Seleš (2)                                  | Martina Navrátilová                               | 6−3, 6−4                                          |
| Oakland       | 1991         | Martina Navrátilová                               | Monica Seleš                                      | 6−3, 3−6, 6−3                                     |
| Oakland       | 1990         | Monica Seleš                                      | Martina Navrátilová                               | 6−3, 7−6(5)                                       |
| Oakland       | WTA Tier III |                                                   |                                                   |                                                   |
| Oakland       | 1989         | Zina Garrison (2)                                 | Larisa Savchenko Neiland                          | 6−1, 6−1                                          |
| Oakland       | 1988         | Martina Navrátilová                               | Larisa Savchenko Neiland                          | 6−1, 6−2                                          |
| San Francisco | 1987         | Zina Garrison                                     | Sylvia Hanika                                     | 7−5, 4−6, 6−3                                     |
| Oackland      | 1986         | Chris Evert (3)                                   | Kathy Jordan                                      | 6−2, 6−4                                          |
| Oackland      | 1985         | Hana Mandlíková (2)                               | Chris Evert                                       | 6−2, 6−4                                          |
| Oackland      | 1984         | Hana Mandlíková                                   | Martina Navrátilová                               | 7−6(6), 3−6, 6−4                                  |
| Oackland      | 1983         | Bettina Bunge                                     | Sylvia Hanika                                     | 6−3, 6−3                                          |
| Oackland      | 1982         | Andrea Jaeger (2)                                 | Chris Evert                                       | 7−6(5), 6−4                                       |
| Oackland      | 1981         | Andrea Jaeger                                     | Virginia Wade                                     | 6−3, 6−1                                          |
| Oackland      | 1980         | Martina Navrátilová                               | Evonne Goolagong Cawley                           | 6−1, 7−6(4)                                       |
| Oackland      | 1979         | Martina Navrátilová                               | Chris Evert                                       | 7−5, 7−5                                          |
| Oackland      | 1978         | No celebrat                                       | No celebrat                                       | No celebrat                                       |
| San Francisco | 1977         | Sue Barker                                        | Virginia Wade                                     | 6−3, 6−4                                          |
| San Francisco | 1976         | Chris Evert                                       | Evonne Goolagong Cawley                           | 7−5, 7−6(2)                                       |
| San Francisco | 1975         | Chris Evert                                       | Billie Jean King                                  | 6−1, 6−1                                          |
| San Francisco | 1974         | Billie Jean King (3)                              | Chris Evert                                       | 7−6(2), 6−2                                       |
| San Francisco | 1973         | Margaret Court                                    | Kerry Melville Reid                               | 6−3, 6−3                                          |
| San Francisco | 1972         | Billie Jean King                                  | Kerry Melville Reid                               | 7−6, 7−6                                          |
| San Francisco | 1971         | Billie Jean King                                  | Rosemary Casals                                   | 6−3, 6−4                                          |

### Dobles femenins
| Localització  | Any          | Campiones                                         | Finalistes                                        | Resultat                                          |
| San José      |              |                                                   |                                                   |                                                   |
| ------------- | ------------ | ------------------------------------------------- | ------------------------------------------------- | ------------------------------------------------- |
| San José      | WTA 500      |                                                   |                                                   |                                                   |
| San José      | 2022         | Xu Yifan Yang Zhaoxuan                            | Shuko Aoyama Chan Hao-ching                       | 7−5, 6−0                                          |
| San José      | 2021         | Darija Jurak Andreja Klepač                       | Gabriela Dabrowski Luisa Stefani                  | 6−1, 7−5                                          |
| San José      | WTA Premier  |                                                   |                                                   |                                                   |
| San José      | 2020         | Torneig suspès a causa de la pandèmia de COVID-19 | Torneig suspès a causa de la pandèmia de COVID-19 | Torneig suspès a causa de la pandèmia de COVID-19 |
| San José      | 2019         | Nicole Melichar Květa Peschke                     | Shuko Aoyama Ena Shibahara                        | 6−4, 6−4                                          |
| San José      | 2018         | Latisha Chan Květa Peschke                        | Liudmila Kitxenok Nadia Kitxenok                  | 6−4, 6−1                                          |
| Stanford      | 2017         | Abigail Spears CoCo Vandeweghe                    | Alizé Cornet Alicja Rosolska                      | 6−2, 6−3                                          |
| Stanford      | 2016         | Raquel Atawo Abigail Spears                       | Darija Jurak Anastassia Rodiónova                 | 6−3, 6−4                                          |
| Stanford      | 2015         | Xu Yifan Zheng Saisai                             | Anabel Medina Garrigues Arantxa Parra Santonja    | 6−1, 6−3                                          |
| Stanford      | 2014         | Garbiñe Muguruza Carla Suárez Navarro             | Paula Kania Kateřina Siniaková                    | 6−2, 4−6, [10−5]                                  |
| Stanford      | 2013         | Raquel Kops-Jones Abigail Spears                  | Julia Görges Darija Jurak                         | 6−2, 7−6(4)                                       |
| Stanford      | 2012         | Marina Erakovic Heather Watson                    | Jarmila Gajdošová Vania King                      | 7−5, 7−6(7)                                       |
| Stanford      | 2011         | Viktória Azàrenka Maria Kirilenko                 | Liezel Huber Lisa Raymond                         | 6−1, 6−3                                          |
| Stanford      | 2010         | Lindsay Davenport Liezel Huber                    | Chan Yung-jan Zheng Jie                           | 7−5, 6−7(8), [10−8]                               |
| Stanford      | 2009         | Serena Williams Venus Williams                    | Chan Yung-jan Monica Niculescu                    | 6−4, 6−1                                          |
| Stanford      | WTA Tier II  |                                                   |                                                   |                                                   |
| Stanford      | 2008         | Cara Black Liezel Huber                           | Ielena Vesninà Vera Zvonariova                    | 6−4, 6−3                                          |
| Stanford      | 2007         | Sania Mirza Shahar Pe'er                          | Viktória Azàrenka Anna Txakvetadze                | 6−4, 7−6(5)                                       |
| Stanford      | 2006         | Anna-Lena Grönefeld Shahar Pe'er                  | Maria Elena Camerin Gisela Dulko                  | 6−1, 6−4                                          |
| Stanford      | 2005         | Cara Black Rennae Stubbs                          | Elena Likhovtseva Vera Zvonariova                 | 6−3, 7−5                                          |
| Stanford      | 2004         | Eleni Daniïlidu Nicole Pratt                      | Iveta Benešová Claudine Schaul                    | 6−2, 6−4                                          |
| Stanford      | 2003         | Cara Black Lisa Raymond                           | Yoon Jeong Cho Francesca Schiavone                | 7−6(5), 6−1                                       |
| Stanford      | 2002         | Lisa Raymond Rennae Stubbs                        | Janette Husárová Conchita Martínez                | 6−1, 6−1                                          |
| Stanford      | 2001         | Janet Lee Wynne Prakusya                          | Nicole Arendt Caroline Vis                        | 3−6, 6−3, 6−3                                     |
| Stanford      | 2000         | Chanda Rubin Sandrine Testud                      | Cara Black Amy Frazier                            | 6−4, 6−4                                          |
| Stanford      | 1999         | Lindsay Davenport Corina Morariu                  | Anna Kúrnikova Elena Likhovtseva                  | 6−4, 6−4                                          |
| Stanford      | 1998         | Lindsay Davenport Nataixa Zvéreva                 | Larisa Savchenko Neiland Elena Tatarkova          | 6−4, 6−4                                          |
| Stanford      | 1997         | Lindsay Davenport Martina Hingis                  | Conchita Martínez Patricia Tarabini               | 6−1, 6−3                                          |
| Oakland       | 1996         | Lindsay Davenport Mary Joe Fernández              | Irina Spîrlea Nathalie Tauziat                    | 6−1, 6−3                                          |
| Oakland       | 1995         | Lori McNeil Helena Suková                         | Katrina Adams Zina Garrison Jackson               | 3−6, 6−4, 6−3                                     |
| Oakland       | 1994         | Lindsay Davenport Arantxa Sánchez Vicario         | Gigi Fernández Martina Navrátilová                | 7−5, 6−4                                          |
| Oakland       | 1993         | Patty Fendick Meredith McGrath                    | Amanda Coetzer Ines Gorrochategui                 | 6−2, 6−0                                          |
| Oakland       | 1992         | Gigi Fernández · Nataixa Zvéreva                  | Rosalyn Fairbank-Nideffer Gretchen Rush Magers    | 3−6, 6−2, 6−4                                     |
| Oakland       | 1991         | Patty Fendick Gigi Fernández                      | Martina Navrátilová Pam Shriver                   | 6−4, 7−5                                          |
| Oakland       | 1990         | Meredith McGrath Anne Smith                       | Rosalyn Fairbank Robin White                      | 2−6, 6−0, 6−4                                     |
| Oakland       | WTA Tier III |                                                   |                                                   |                                                   |
| Oakland       | 1989         | Patty Fendick Jill Hetherington                   | Larisa Savchenko Nataixa Zvéreva                  | 7−5, 3−6, 6−2                                     |
| Oakland       | 1988         | Rosemary Casals Martina Navrátilová               | Hana Mandlíková Jana Novotná                      | 6−4, 6−4                                          |
| San Francisco | 1987         | Hana Mandlíková Wendy Turnbull (3)                | Zina Garrison Gabriela Sabatini                   | 6−4, 7−6(4)                                       |
| Oackland      | 1986         | Hana Mandlíková Wendy Turnbull                    | Bonnie Gadusek Helena Suková                      | 7−6(5), 6−1                                       |
| Oackland      | 1985         | Hana Mandlíková Wendy Turnbull                    | Rosalyn Fairbank Candy Reynolds                   | 4−6, 7−5, 6−1                                     |
| Oackland      | 1984         | Martina Navrátilová Pam Shriver                   | Rosemary Casals Alycia Moulton                    | 6−2, 6−3                                          |
| Oackland      | 1983         | Claudia Kohde-Kilsch Eva Pfaff                    | Rosemary Casals Wendy Turnbull                    | 6−4, 4−6, 6−4                                     |
| Oackland      | 1982         | Barbara Potter Sharon Walsh                       | Kathy Jordan Pam Shriver                          | 6−1, 3−6, 7−6(5)                                  |
| Oackland      | 1981         | Rosemary Casals Wendy Turnbull                    | Martina Navrátilová Virginia Wade                 | 6−1, 6−4                                          |
| Oackland      | 1980         | Sue Barker Ann Kiyomura                           | Greer Stevens Virginia Wade                       | 6−0, 6−4                                          |
| Oackland      | 1979         | Rosemary Casals Chris Evert                       | Tracy Austin Betty Stöve                          | 3−6, 6−4, 6−3                                     |
| Oackland      | 1978         | No celebrat                                       | No celebrat                                       | No celebrat                                       |
| San Francisco | 1977         | Kerry Melville Reid Greer Stevens                 | Sue Barker Ann Kiyomura                           | 6−3, 6−1                                          |
| San Francisco | 1976         | Billie Jean King Betty Stöve                      | Rosemary Casals Françoise Durr                    | 6−4, 6−1                                          |
| San Francisco | 1975         | Chris Evert Billie Jean King (2)                  | Rosemary Casals Virginia Wade                     | 6−2, 7−5                                          |
| San Francisco | 1974         | Chris Evert Billie Jean King                      | Françoise Durr Betty Stöve                        | 6−4, 6−2                                          |
| San Francisco | 1973         | Margaret Court Lesley Hunt                        | Wendy Overton Valerie Ziegenfuss                  | 6−1, 7−5                                          |
| San Francisco | 1972         | Rosemary Casals Virginia Wade                     | Françoise Durr Judy Tegart Dalton                 | 6−3, 5−7, 6−2                                     |
| San Francisco | 1971         | Rosemary Casals Billie Jean King                  | Françoise Durr Ann Haydon Jones                   | 6−4, 6−7, 6−1                                     |